# Ciclopirox
Le ciclopirox est une molécule antifongique synthétique dérivée du pyridone et faisant partie de la famille des hydroxypyridones (sans rapport avec les antifongiques dérivés de l'imidazole et de l'azote).

## Usages
Le ciclopirox présente une activité à large spectre, sans résistances, contre les dermatophytes et pathogènes fongiques communs (levures, actinomycètes, moisissures, champignons). Il est testé depuis le début des années 1980 et utilisé depuis le milieu des années 1980 dans le traitement des maladies mycosiques de la peau et des muqueuses (dermatite séborrhéique, candidose, pityriasis versicolor, dermatophyties, excepté la teigne).

Ce produit pénètre l'ongle et semble pouvoir efficacement traiter les onychomycoses. Il a été testé contre la dermatite séborrhéique. Son spectre d'action est plus large que celui de la plupart des autres antifongiques.
Il est actif à faibles concentrations (1  à   4 mg/L in vitro), et son activité n'est que peu diminuée en présence d'albumine dans le milieu d'incubation (ce qui n'est pas le cas pour d'autres antifongiques tels que le clotrimazole et le miconazole). Il ne présente pas plus d'effets secondaires que le clotrimazole.
Il se montre en outre également actif contre diverses bactéries Gram-positives et Gram-négatives.

## Mode d'action
Son principal site d'action (à moins de 20 mg/L) serait la membrane cellulaire où il bloque le transport transmembranaire d'acides aminés dans la cellule fongique. Au-delà de  20 mg/L, il altère l'intégrité de la membrane de cellule fongique, avec "fuite" de matière intracellulaire (phénomène également signalé pour la nystatine, le clotrimazole et le miconazole.

## Formes
Il a été mis sur le marché sous forme de Ciclopirox  et de son sel d'olamine (ciclopirox olamine ou CPX pour les anglophones), en plusieurs formulations topiques appropriées pour une administration sur la peau et les ongles ou dans le vagin pour le traitement de mycoses vaginales.
Les formes pharmaceutiques les plus étudiées sont des crèmes (le ciclopirox olamine crème 1 %) et vernis à ongles pharmaceutiques (ciclopirox 8 %), mais il a aussi été utilisé en lotion, spray, shampooing, gel douche, etc.

## Contre indications
N'appliquez pas ce médicament près des yeux.
Évitez d'utiliser ce médicament, notamment chez l'enfant, de manière prolongée et sur des surfaces étendues ou profondément lésées, sans l'avis de votre pharmacien ou de votre médecin.

## Grossesse et allaitement
En l'absence de données suffisantes, ce médicament est déconseillé pendant la grossesse ou l'allaitement.

## Mode d'emploi et posologie
Le médicament doit être appliqué après lavage et séchage soigneux de la zone à traiter.
La poudre est destinée aux lésions des orteils.
Posologie usuelle : 1 ou 2 applications par jour.
La forme utilisée et la durée du traitement dépendent des cas : 3 semaines pour les lésions de la peau, plusieurs mois pour les lésions des ongles.

## Cinétique, métabolisation
Appliqué sous forme de crème il pénètre les parties superficielles et profondes des muqueuse et de la peau (et est en partie retrouvé dans les poils)  proches de la zone traitée. Il pénètre la kératine des ongles.
Le ciclopirox absorbé par voie orale est excrété dans l'urine ; avec environ 80 % d'une dose orale excrétée sous forme de glucuronide (métabolite).

## Conseils
En cas de candidose, évitez d'utiliser des savons acides : ils favorisent la multiplication des champignons.
En cas de lésion importante des ongles des orteils, un meulage préalable par un pédicure facilite l'action du médicament. Une transpiration excessive contribue au développement des lésions dues à des champignons. Le port de chaussettes en fibre naturelle (coton, laine) est recommandé. La même paire de chaussures ne doit pas être portée deux jours de suite.
Sans amélioration après quatre semaines de traitements, le diagnostic doit être réexaminé.

## Effets indésirables possibles
Lors des tests avant mise sur le marché, 1 à 4 % des patients ont présenté des phénomènes d'irritation, de rougeur, douleur, sensation de brûlure ou de démangeaison à la suite des applications sur la peau ou les muqueuses vaginales. Une irritation locale peut survenir en début de traitement. Le traitement des ongles sous forme de vernis génère un érythème chez environ 5 % des patients.
Une réaction allergique de la peau (apparition de petites bulles par exemple) doit faire interrompre le traitement (le patient doit demander conseil à son pharmacien, ou, mieux à son médecin).

## Recherche

### Médicament potentiel de traitement du VIH
Selon une étude publiée en 2013, le ciclopirox se montre in vitro capable d'éradiquer définitivement le VIH (virus responsable du SIDA) de cultures cellulaires. Comme le défériprone, il bloque (in vitro) la réplication du virus. Il reste à démontrer un effet similaire dans le corps humain.

### Ciclopirox  et cellules souches
Le traitement in vitro de cellules souches par le ciclopirox (plutôt que par l'acide rétinoïque habituellement utilisé) a abouti à un effet anti-prolifératif, sans altération de la pluripotence des cellules. Mais le Ciclopirox a aussi significativement altéré le protéome de ces cellules souches (altération de l'expression de 56 protéines par rapport aux cellules non traitées, et de 54 protéines par rapport aux cellules traitées par l'acide rétinoïque).

## Composition
- Ciclopiroxolamine
- Excipients : copolymère d'éther méthylvinylique et de monobutylester d'acide maléique
- Acétate d'éthyle
- Isopropanol.